# Endoplacodium nigrescens
Endoplacodium nigrescens är en svampart som beskrevs av Petr. 1949. Endoplacodium nigrescens ingår i släktet Endoplacodium, divisionen sporsäcksvampar och riket svampar.   Inga underarter finns listade i Catalogue of Life.